# Machine
machine（マシーン）は、日本のロックユニット。1999年にPENICILLINのHAKUEIとhide with Spread BeaverのKIYOSHIにより結成された。所属事務所はeuclid agency。2002年に活動を休止したが、2004年から「再起動」として活動を再開。

## 来歴
1999年4月21日、アルバム『captain sonic tune』、シングル「hero」、「Gravity Attack」3枚同時リリースでデビュー。日本武道館公演をソールドアウトさせ、全国ツアーを展開する。2002年1月にアルバム『salvation-D9』を発表して活動を休止した。
2004年8月26日、machineの復活ライブがShibuya O-Eastで開催された。11月21日に横浜BLITZのこけら落し公演としてライヴを行い、11月25日には再起動後初のシングル「RED SUNDANCE」をリリース。
2005年4月、アルバム『superb』をリリースし、6月から全国ツアー「machine tour '05 LOUD ON SUPERB !」（8カ所）を開催。
2008年7月4日、フランスで開催された「Japan Expo 2008」に出演。
2025年、夏に再起動を発表。

## メンバー

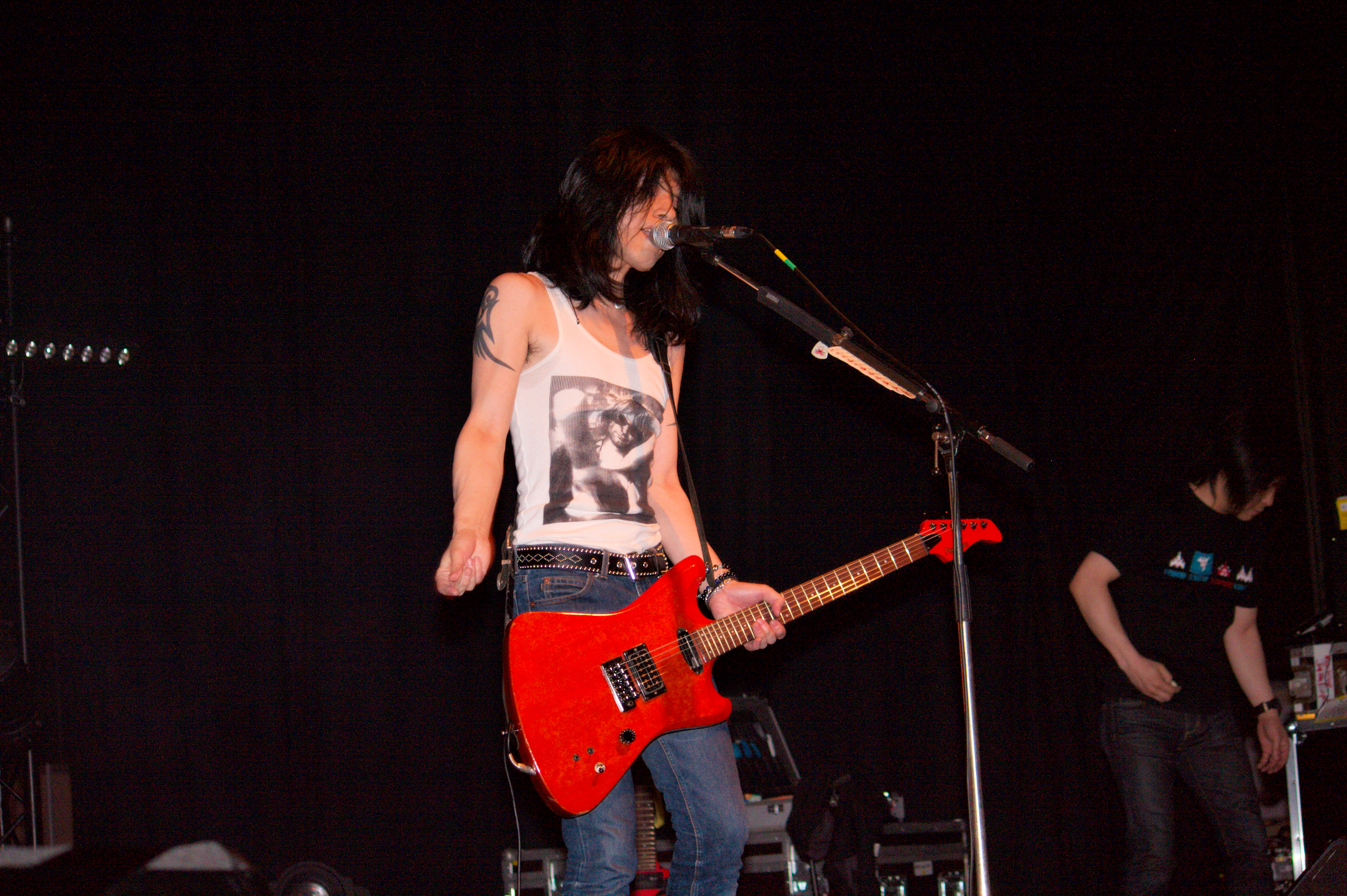
KIYOSHI。Japan Expo 2008より。

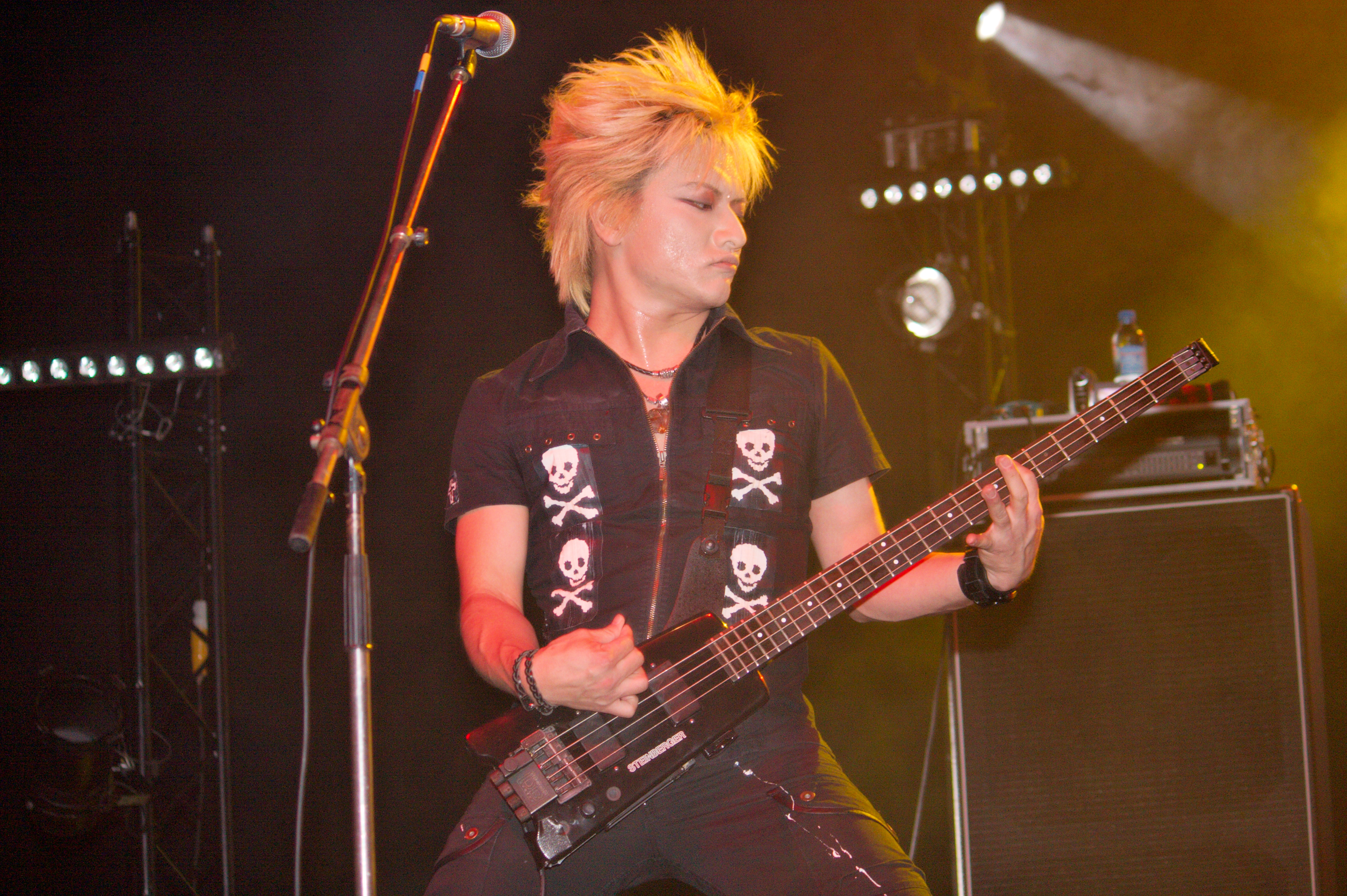
DEN。Japan Expo 2008より。

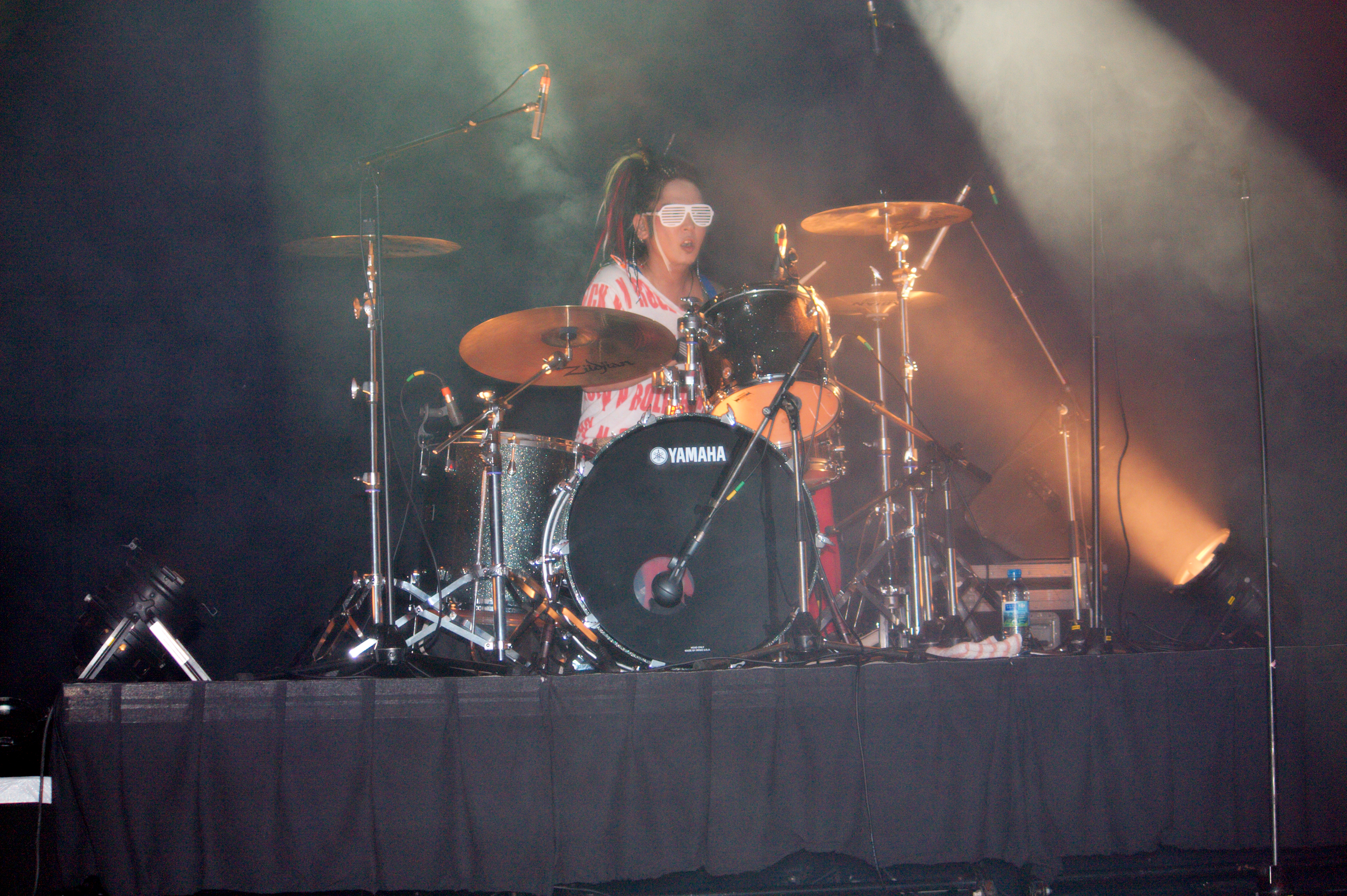
NAO。Japan Expo 2008より。

- HAKUEI：ヴォーカル

PENICILLIN
- KIYOSHI：ギター

hide with Spread Beaver、Lucy、元media youth

### サポートメンバー
- seek：ベース

Psycho le Cému（サイコ・ル・シェイム）、MIMIZUQ（ミミズク）
- CHARGEEEEEE...：ドラム

Drummer for Omega Dripp、ZIZ、bulb、MEGA HIGH BALL、ZIGGY、Marty Friedman、machine、長渕剛、SEX MACHINEGUNS、KEN.MORIOKA、SPEECIES、カイキゲッショク

- COLA：マニピュレーター

### 旧サポートメンバー
- CHIROLYN：ベース

hide with Spread Beaver、Madbeavers
- 宮脇“JOE”知史：ドラム

hide with Spread Beaver、Madbeavers、ZIGGY、44MAGNUM
- 高橋"Jr."知治：ベース

GIBIER du MARI
- HIROKI：ベース

Media youth
- CRAZY COOL JOE：ベース

DEAD END
- DEN：ベース

BY-SEXUAL、ZIGZO、test-No.
- NAO：ドラム

BY-SEXUAL、food

## ディスコグラフィ

### 映像作品
| 発売日         | タイトル                                                | 規格 |
| -------------- | ------------------------------------------------------- | ---- |
| 1999年11月10日 | "DEAD STOCK TOYS"JAPAN TOUR 1999                        | VHS  |
| 2004年12月08日 | HAKUEI∞KIYOSHI [修復完了∞再起動] Live at Shibuya O-East | DVD  |

## タイアップ一覧
| 使用年 | 曲名 | タイアップ                                                       |
| ------ | ---- | ---------------------------------------------------------------- |
| 1999年 | Hero | TBS系『ワンダフル』内アニメ『日本一の男の魂2』オープニングテーマ |
| 2025年 | Hero | BARKUP TV テレビ東京系/TVQ九州放送 25年6月オープニングテーマ     |